# Wolfgangskirche (Seeboden)

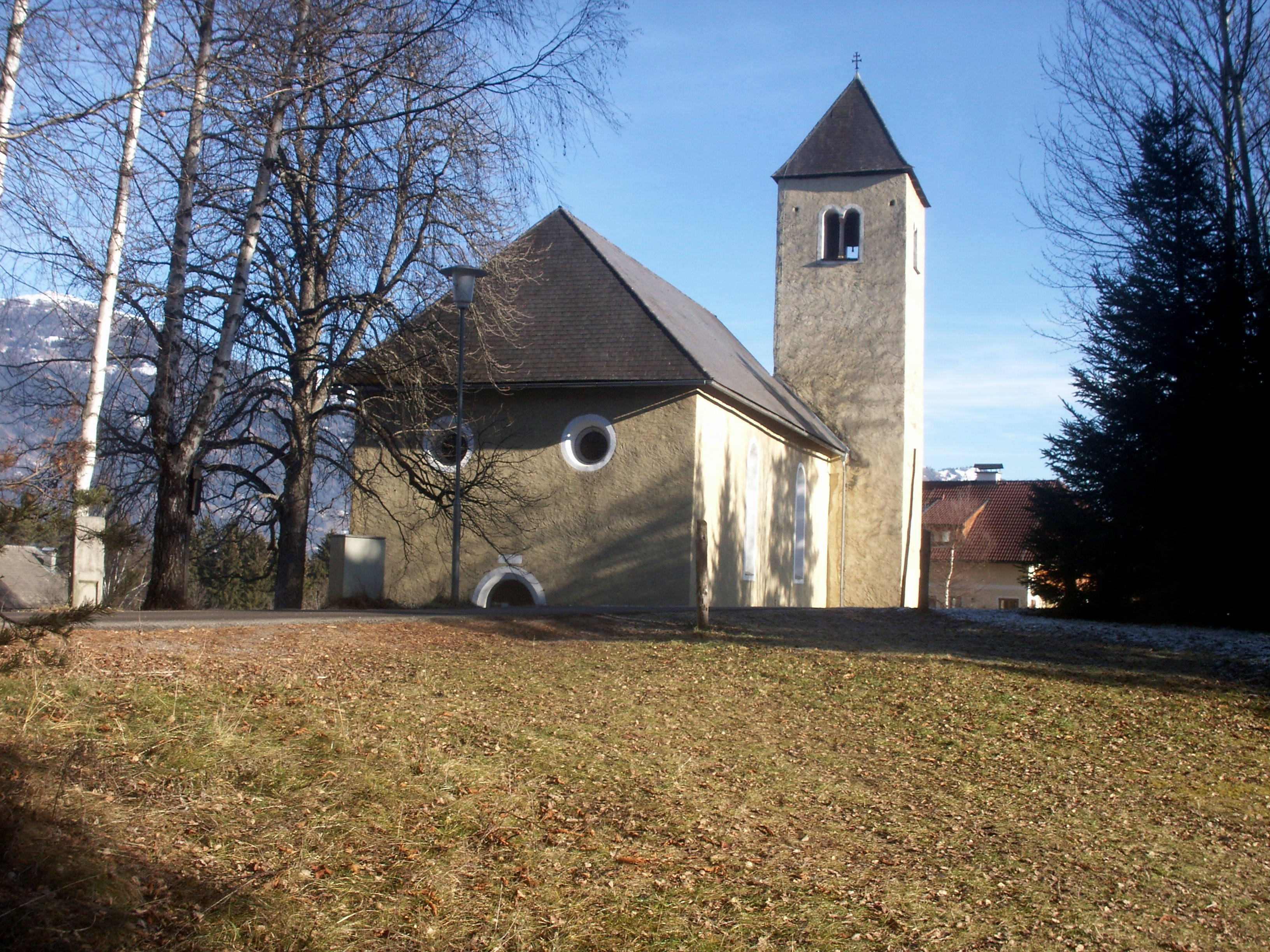
Wolfgangskirche

Die römisch-katholische Wolfgangskirche steht auf dem Wolfsberg, einer Anhöhe auf dem Millstätter-See-Rücken, in der Gemeinde Seeboden an der Grenze zum Gemeindegebiet von Spittal an der Drau. Das zwischen 1177 und 1187 erstmals urkundlich erwähnte Gotteshaus ist eine Filialkirche der Pfarre Seeboden. Die Kirche wird vor allem am Ostermontag aufgesucht. Sie steht unter Denkmalschutz (Listeneintrag).

## Baubeschreibung
Die breit gelagerte Saalkirche besitzt einen Chor aus der Mitte des 15. Jahrhunderts mit Maßwerkfenstern und Strebepfeilern an der Nordseite. Der gedrungene Turm im südlichen Chorwinkel mit Mauernschlitzen, rundbogigen Biforienschallfenstern und Pyramidenhelm stammt wohl noch aus romanischer Zeit. Das im 17. Jahrhundert veränderte Langhaus weist an den Längsseiten Rundbogenfenster und an der Westseite Rundfenster auf. An der West- und Nordseite befinden sich abgefaste Rundbogenportale. Das Sockelgesims umläuft den ganzen Bau. An der Westwand sind Reliefsteine aus dem 9. oder 10. Jahrhundert eingemauert.
In dem flachgedeckten Langhaus steht eine hölzerne barocke Empore. Die halbfigurigen Evangelistenbilder an den Langhauswänden entstanden im 18. Jahrhundert. Ein spitzbogiger, abgefaster Triumphbogen verbindet das Langhaus mit dem niedrigeren Chor.
Im eingezogenen, zweijochigen Chor mit Fünfachtelschluss erhebt sich ein Netzrippengewölbe mit bemalten Schlusssteinen auf halbrunden Wandvorlagen. Von der Chorsüdwand führt ein Spitzbogenportal mit einem profilierten Gewände und einem eisenbeschlagenen Türflügel in die Sakristei im Erdgeschoß des Turmes. An den Wänden sind Apostelkreuze erhalten. Die aufgedeckten Fresken zeigen unter anderem den heiligen Wolfgang und den Apostel Bartolomäus.

## Einrichtung
Dem um 1670 gebauten Hochaltar wurde ein neues Mittelbild eingefügt, das Aufsatzbild zeigt den heiligen Florian. Das Mittelbild stellt den heiligen Wolfgang dar und nimmt auch auf den Brauch am Ostermontag Bezug. Die beiden frühbarocken Seitenaltäre von 1632 werden von Säulen gerahmt und weisen Rollwerkbeschlag auf. Das um 1630 gemalte Hauptbild des rechten Altares stellt die Himmelfahrt Mariens dar, das Predellenbildchen die heilige Barbara. An der nördlichen Langhauswand ist eine Schnitzfigur des heiligen Sebastian aus der ersten Hälfte des 17. Jahrhunderts aufgestellt. Zur weiteren Ausstattung der Kirche zählen ein Votivbild von 1735, Kreuzwegbilder aus dem späten 17. Jahrhundert und eine marmorne Lavabonische von 1657 in der Sakristei.
Der Flügelaltar des heiligen Wolfgangs aus dem späten 15. Jahrhundert wurde 1966 in das Diözesanmuseum Klagenfurt überstellt.